# The Psycho-Social, Chemical, Biological & Electro-Magnetic Manipulation of Human Consciousness
The Psycho-Social, Chemical, Biological & Electro-Magnetic Manipulation of Human Consciousness, spesso abbreviato come The Psycho-Social CD, è l'album d'esordio del gruppo musicale hip hop statunitense Jedi Mind Tricks, pubblicato il 4 novembre del 1997 e distribuito inizialmente da Superegular e Onesul. Nel 2002 la Babygrande Records, etichetta del gruppo, ridistribuisce il prodotto per i mercati di Europa e Stati Uniti. Il gruppo è inizialmente composto dal rapper Ikon the Verbal Hologram e dal produttore Stoupe The Enemy Of Mankind.
Collaborano al disco, tra gli altri, Apathy e Black Thought. Prodotto nel 1997, la pubblicazione e l'anno di copyright sul retro della copertina del disco recitano "2001".

## Ricezione
| Recensione | Giudizio |
| ---------- | -------- |
| AllMusic   | [ 1 ]    |
| RapReviews | [ 3 ]    |

L'album ottiene recensioni positive da parte della critica. Dean Carlson di AllMusic scrive che con un titolo come quello è difficile che l'album tratterà molto di «cellulari e puttane»: «Books of Blood: The Coming of Tan [...] ha ritmi paranoici che [...] suonano come unici nella tormentata scena rap. Potrebbe volerci del tempo prima che il sound dei Jedi Mind Tricks maturi pienamente, ma la loro peculiarità metafisica è un promettente nuovo bagliore nell'oscuro hip hop underground.» Entusiastica la recensione di RapReviews, che giudica la produzione «praticamente perfetta» e «appropriata ai testi».

## Tracce
Musiche di Stoupe The Enemy Of Mankind.
1. Intro – 0:37
2. The Winds of War – 3:18
3. Chinese Water Torture (featuring Breath of Judah) – 4:07
4. The Three Immortals (featuring Apathy & Breath of Judah) – 4:06
5. Neva Antiquated (Dark Jedi Remix) (featuring Sun Pharaoh) – 3:44
6. Omnicron (featuring Apathy & Sun Pharaoh) – 4:47
7. As It Was In the Beginning... (featuring the Lost Children of Babylon) – 3:43
8. Books of Blood: The Coming of Tan (featuring El Eloh) – 3:57
9. Incanatrix (Interlude) – 0:25
10. The Immaculate Conception – 3:48
11. The Apostles' Creed (featuring Apathy & Yan the Phenomenon) – 4:34
12. I Who Have Nothing – 4:44

Durata totale: 41:50
Tracce bonus nell'edizione del 2002
1. Communion: The Crop Circle Thesis (featuring the Lost Children of Babylon) – 5:16
2. Onetwothree – 3:30
3. Souls from the Streets – 5:30
4. Last Straw (Onesoul Remix) – 3:17
5. Tug of War – 3:02
6. Get This Low (featuring Black Thought & Jus Allah) – 4:16

Durata totale: 24:51